# Freddie Garrity
Frederick Garrity (14 de noviembre de 1936-19 de mayo de 2006) fue un cantante y actor británico que fue el líder y el elemento cómico en la banda de beat de la década de 1960 Freddie and the Dreamers. 

## Biografía
| Los Dreamers y yo siempre hemos sido tontos. No podrías llamarme ídolo sexual, ¿verdad? Colectivamente, no somos chicos glamorosos. |

Nacido en Crumpsall, Manchester, el hijo mayor de Frederick Garrity y Elsie Clynes, Freddie trabajó como lechero mientras jugaba en grupos locales skiffle: los Medias Rojas, los John Norman Four y, finalmente, The Kingfishers, que se convirtieron en Freddie and the Dreamers en 1959.
En los primeros años de la banda, la fecha de nacimiento oficial de Garrity fue el 14 de noviembre de 1940 para que pareciera más joven y, por lo tanto, más atractivo para el mercado juvenil que compraba la mayoría de los discos vendidos en el Reino Unido.
La marca registrada de Garrity era su baile cómico y su hábito de saltar arriba y abajo durante las actuaciones. Esto, combinado con su apariencia casi esquelética y sus lentes con montura de cuerno, lo convirtió en una figura excéntrica en la escena del rock británico de principios de la década de 1960. 
En 1966, Freddie and the Dreamers comenzó a perder terreno comercial gradualmente y se disolvió a fines de la década de 1960 y, entre 1968 y 1973, Garrity y su antiguo compañero de banda Pete Birrell aparecieron en la ITV programa de televisión infantil  Little Big Time .  Garrity hizo una aparición en solitario en el primer episodio de la producción de Granada Television "The Wheeltappers and Shunters Social Club" cantando "Try a Little Kindness "y" Good Morning Starshine ", transmitido el 13 de abril de 1974; en la comedia de situación  Dear John , apareció como él mismo en un episodio del original británico en 1987 y la versión americana en 1989 (episodio: The Return of Ricky S01, E11 {primera emisión: 19 de enero de 1989}); en 1990 apareció en el episodio final del programa de comedia de Rowland Rivron "Set of Six"; y, en 1993, apareció en un episodio de  Heartbeat  como un DJ amatueur llamado Tiny Weedon que en el episodio toca el disco de Freddie and the Dreamers, "You Were Made for Me, " en cuya conclusión, en broma, acredita a los artistas como Freda and the Dreamers.
Después de que terminó su carrera televisiva, Garrity formó una nueva versión de Freddie and the Dreamers y realizó giras con regularidad durante las siguientes dos décadas, pero no encontraron más récords o éxitos en las listas. Continuó actuando hasta 2001, cuando le diagnosticaron enfisema después de sufrir un ataque cardíaco durante un vuelo desde Estados Unidos de regreso a Reino Unido, lo que lo obligó a retirarse.

## Muerte
Con su salud en decadencia, Garrity se instaló en un bungalow llamado "Dreamers End" en Moreton Avenue, en Newcastle-under-Lyme.
Estuvo casado tres veces y tuvo una hija de su primer matrimonio y tres hijos de su segundo matrimonio. Murió en Bangor en Gales del Norte, a la edad de 69 años, después de enfermarse mientras estaba de vacaciones. Garrity fue incinerado en el Crematorio Carmountside en Abbey Hulton, Stoke-on-Trent, donde se entierran sus cenizas. 

## Discografía

### Con Freddie and the Dreamers
- Freddie and the Dreamers (Columbia 33sx 1577, 1963)
- You Were Made for Me (Columbia 33sx 1663, 1964)
- Sing Along Party (Columbia Sx1785, 1965)
- I'm Telling You Now (Tower T 5003 (Mono)/DT 5003 (Stereo), 1965)

Featuring Freddie & The Dreamers and other Tower Records artists
- Three at the Top (Tower T 5007/DT 5007, 1965)

Featuring Freddie & The Dreamers, Tom Jones and Johnny Rivers
- Freddie & the Dreamers (Mercury MG 21017 (Mono)/SR 61017 (Stereo), 1965)
- Do the "Freddie" (Mercury MG 21026/SR 61026, 1965)
- Frantic Freddie (Mercury MG 21053/SR 61053, 1965)
- Seaside Swingers (Soundtrack, Mercury MG 21031/SR 61031, 1965)

Featuring two tracks by Freddie & The Dreamers
- Fun Lovin' Freddie (Mercury MG 21061/SR 61061, 1965)
- In Disneyland (Columbia Scx 6069, 1966)
- King Freddie and His Dreaming Knights (Columbia Sx 6177, 1967)
- Oliver in the Overworld (Starline Srs 5019, 1970)
- The New Freddie and the Dreamers (Arny's Shack AS 007, 1976)
- Breaking Out (Arny's Shack Records, AS 025, 1978)
- Greatest Hits & Latest Bits (Arny's Shack AS 055, 1979 )